# رونالدو مورايس سيلفا
رونالدو مورايس سيلفا (بالبرتغالية: Ronaldo Moraes da Silva‏) هو لاعب كرة قدم برازيلي في مركز الدفاع، ولد في 10 يوليو 1962 في غواروجا في البرازيل. لعب مع سانتو أندريه وغريميو بورتو أليغرينزي ونادي إنترناسيونال ونادي بوتافوغو اس بي ونادي سانتوس ونادي كورينثيانز.

## وصلات خارجية
- رونالدو مورايس سيلفا على موقع الاتحاد الدولي (مؤرشف)  (الإنجليزية)
- رونالدو مورايس سيلفا على موقع أوليمبيديا (الإنجليزية)
- رونالدو مورايس سيلفا على موقع اللجنة الأولمبية البرازيلية (البرتغالية)